# 大中臣淵魚
大中臣 淵魚（おおなかとみ の ふちな）は、平安時代初期の貴族・神職。但馬守・大中臣継麻呂の三男。官位は従四位上・神祇伯。

## 経歴
大同4年12月（810年1月）従五位下に叙爵。弘仁6年（815年）神祇大副に任ぜられる。のち、弘仁13年（822年）従五位上、弘仁14年（823年）正五位下、天長5年（827年）正五位上、天長7年（829年）従四位下・神祇伯と嵯峨朝末から淳和朝にかけて順調に昇進した。
仁明朝の天長10年（833年）従四位上・摂津守に叙任。長らく神祇伯を務め、天長10年（833年）賀茂大神に奉幣し、承和9年（842年）には伊勢・八幡の祟りによる日照りを鎮めるために祈祷を行っている。また、弘仁6年（815年）から承和9年（842年）にかけて28年に亘って伊勢神宮祭主も務めた。承和10年（843年）上表して致仕し、官界を退いた。
嘉祥3年（850年）3月3日卒去。享年77。最終官位は散位従四位上。

## 人物
慎み深い一方、きめ細かく行き届いた性格で、神事を良く理解し熟達していた。病のために自邸で伏せるようになると、人や物に交わることなく一人奥深く籠もって静かに過ごし、病人のための薬や食事を摂りつつ、死期を待っていたという。

## 官歴
注記のないものは『六国史』による。
- 時期不詳：正六位上
- 大同4年（809年） 12月9日：従五位下
- 弘仁6年（815年） 7月23日：神祇大副
- 弘仁13年（822年） 正月7日：従五位上
- 弘仁14年（823年） 日付不詳：祭主[4]。11月20日：正五位下
- 天長5年（827年） 正月7日：正五位上
- 天長7年（829年） 正月7日：従四位下。10月：神祇伯[4]
- 天長10年（833年） 10月25日：兼摂津守。11月18日：従四位上
- 承和10年（843年） 日付不詳：致仕
- 嘉祥3年（850年） 3月3日：卒去（散位従四位上）

## 系譜
「中臣氏系図」（『群書類従』巻第62所収）による。
- 父：大中臣継麻呂
- 母：不詳
- 生母不明の子女
  - 男子：大中臣美濃雄
  - 男子：大中臣良人
  - 女子：大中臣安子 - 淳和天皇宮人